# Callaly
Callaly är en ort och civil parish i Storbritannien.   Den ligger i grevskapet och kommunen Northumberland i riksdelen England, i den centrala delen av landet, 400 km norr om huvudstaden London. Callaly ligger 131 meter över havet och antalet invånare är 235.
Terrängen runt Callaly är kuperad västerut, men österut är den platt. Runt Callaly är det ganska glesbefolkat, med 29 invånare per kvadratkilometer. Närmaste större samhälle är Alnwick, 14,0 km öster om Callaly. I omgivningarna runt Callaly växer i huvudsak blandskog.